# College Chums (film 1911 Fitzhamon)
College Chums è un cortometraggio muto del 1911 diretto da Lewin Fitzhamon.

## Trama
Durante una cena organizzato per degli ex compagni di college, uno dei commensali mette via parte del cibo. Si pensa a un gesto eccentrico, senza sapere che invece si tratta di un povero affamato.

## Produzione
Il film fu prodotto dalla Hepworth.

## Distribuzione
Distribuito dalla Hepworth, il film - un cortometraggio di 198,02 metri - uscì nelle sale cinematografiche britanniche nel gennaio 1911.
Si conoscono pochi dati del film che, prodotto dalla Hepworth, fu distrutto nel 1924 dallo stesso produttore, Cecil M. Hepworth. Fallito, in gravissime difficoltà finanziarie, il produttore pensò in questo modo di poter almeno recuperare il nitrato d'argento della pellicola.